# بناري عليا (مقاطعة تشرام)
بناري عليا (بالفارسية: بناری علیا) هي قرية تقع في قسم تشرام الريفي (مقاطعة تشرام) في إيران. يقدر عدد سكانها بـ 120 نسمة بحسب إحصاء 2016.